# Le consolazioni della filosofia
Le consolazioni della filosofia (The Consolations of Philosophy) è un saggio del 2000 scritto da Alain de Botton, sul tema della possibile applicazione degli insegnamenti filosofici agli affanni dei giorni nostri.
De Botton tenta di dimostrare come gli insegnamenti di: Epicuro, Montaigne, Nietzsche, Schopenhauer, Seneca e Socrate possano essere applicati per scacciare i moderni problemi dell'anima (l'impopolarità, il senso di inadeguatezza, le preoccupazioni finanziarie, i cuori spezzati...).
Il titolo è un riferimento all'omonimo libro di Severino Boezio, nel quale la filosofia personificata appare a Boezio per consolarlo nel periodo di prigionia che lo avrebbe portato all'esecuzione.
Dal libro è stata tratta una serie TV in sei episodi intitolata "Philosophy: A Guide to Happiness".

## Edizioni
- Alain de Botton, Le consolazioni della filosofia, Le Fenici tascabili, Guanda, 2000,  p. 282, ISBN 88-8246-468-7.